# Sals församling
Sals församling var en församling i Skara stift och i Grästorps kommun. Församlingen uppgick 2002 i Flo församling. 

## Administrativ historik
Församlingen har medeltida ursprung. 
Församlingen var till 1671 annexförsamling i pastoratet Ås, Näs, Flo och Sal. Från 1671 till 1 maj 1816 var den annexförsamling i pastoratet Flo, Ås, Sal och Näs. Från 1 maj 1816 till 1962 var församlingen annexförsamling i pastoratet Flo, Ås och Sal. Från 1962 till 2002 var den annexförsamling i pastoratet Särestad, Bjärby, Håle, Tång, Flakeberg, Flo, Ås och Sal. Församlingen uppgick 2002 i Flo församling.

## Kyrkor
- Sals kyrka